# シンガー日鋼
シンガー日鋼株式会社（シンガーにっこう）とは、かつて日本においてシンガーブランドのミシンやショットガンなどを生産していた日本の株式会社。2000年に解散した。

## 概要
本社および工場を栃木県宇都宮市下平出町950番地（現在の宇都宮市陽東6丁目）に置いていた。資本金は640,000千円、日本製鋼所と米国シンガー社がそれぞれ株式の半数を所有する合弁会社であった。

## 歴史

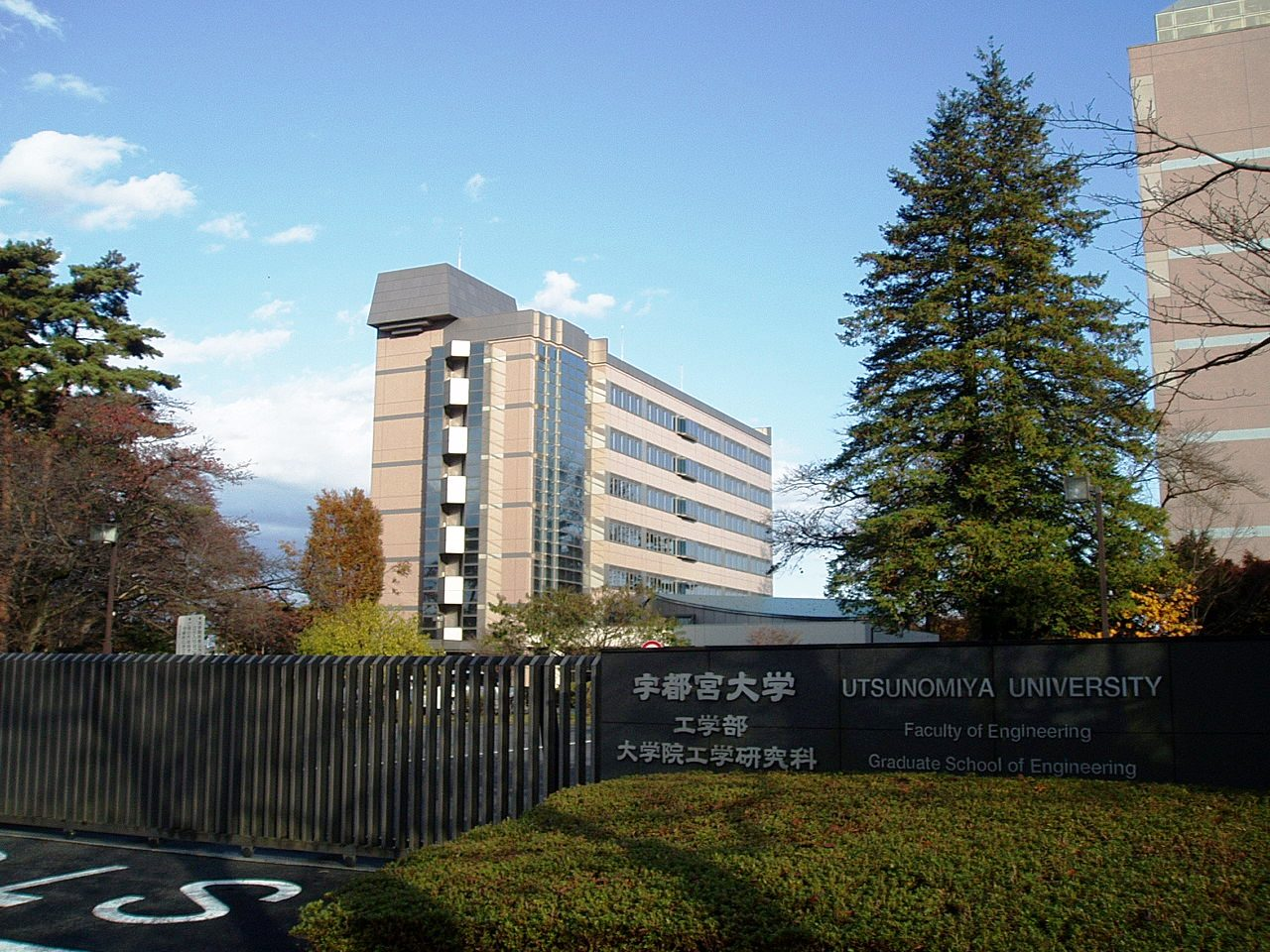
宇都宮大学工学部

シンガー日鋼はもともと1943年（昭和18年）に日本製鋼所宇都宮製作所として栃木県河内郡平石村（現・宇都宮市）に約30万坪の敷地面積で設置され、大東亜戦争中は中島飛行機向けの軍需部品を製造する軍需産業の工場として稼働していた。日鋼宇都宮製作所は大戦末期、宇都宮大空襲で壊滅的な被害を受け、日本の敗戦と共に軍需産業としての機能は解体。その広大な敷地は宇都宮市立陽東小学校、宇都宮大学工学部、宇都宮市立陽東中学校にそれぞれ分配され、敷地面積は約7万坪となる。日鋼宇都宮製作所は、敗戦直後の1945年（昭和20年）10月より平和産業の一環として家庭用ミシンの製造に着手、1949年（昭和24年）11月には企業再建整備法による日本製鋼所の経営再建策の一環として、宇都宮製作所が日本製鋼所から分離される形でパインミシン製造株式会社が発足。戦中、兵器や軍需品の製造に携わっていた基礎技術力の高さから、パインミシン製造の家庭用ミシンはその品質の高さで連合国軍占領下の日本におけるMade in Occupied Japan銘の輸出品として、顕著な実績を残した。
なお、パインという商品名自体は蛇の目ミシン工業の前身企業である「パイン裁縫機械製作所」の商品名でもあり、両者には直接的な関係性は無いが、パインミシン製造、蛇の目ミシンは同業他社（日本ミシン製造、東京重機工業など）と共同で国産家庭用ミシンの統一規格であるHA-1型の策定に関わり、その後も各社が独自に開発するミシンの使用部品にある程度の互換性を持たせることで業界全体の生産能力を高めるアセンブリー生産方式と呼ばれる、工業力に劣る日本の国情に合致した独自の大量生産方式を確立し、米国シンガー社を始めとする米国製ミシンのライン生産方式に対抗した。通商産業省工業技術院（現・産業技術総合研究所）が主導する形で行われた輸出向けミシンの輸出検査といった日本政府の産業振興策、国産ミシン業界全体で「性能審査会」を定期開催するなどの自助努力などにより、パインミシン製造も参画した国産ミシンの品質は米国製ミシンのそれを凌駕するようになり、1960年代末までには名実共に世界一の地位を確立するに至った。
米国シンガー社は自社製品にとって脅威である日本製ミシンの高度な製造品質に着目し、逆に自社ブランドのミシンの製造を日本企業に委託することで自社ブランドの価値を向上させる道を選択、早くも1954年（昭和29年）にはパインミシン製造の株式の半分を取得して、生産能力向上の為の多額の設備投資を行った。米シンガーは当初、パインミシン製造に「シンガー」ブランドではなく、創業者のアイザック・メリット・シンガーに因んだ「メリット」ブランドでの生産を行わせたが、その製造品質の高さから1年程で「シンガー」ブランドでの製造を許諾、1959年（昭和34年）にはパインミシン製造の生産能力は年産70,000台に達し、その内15%程が輸出に回される形となった。宇都宮工場で生産されたシンガーブランドのミシンには、型式番号に宇都宮の頭文字である「U」が冠されており、シリアルナンバーには先頭に「T」が付くことで今日でも比較的容易に判別が行える。パインミシン製造の基礎的な技術力の高さを示すエピソードとして、米シンガーの資本参入後の1956年（昭和31年）、パインミシン製造取締役（後、社長）の盛川誠二が、ニュージャージー州エリザベスのシンガーの工場にて工場内見学と組立工程研修を受けた際の感想として「米シンガーの技術者が"秘伝"と称していた組立工程上の工夫を、自社の技術者は過去十年の国産ミシン製造の過程の中で既に会得済みであったという事実が、非常に力強く感じられた。」という発言が残されている。
パインミシン製造は1971年（昭和46年）6月に日本製鋼所と米国シンガー社が協同出資する形で再編され、シンガー日鋼株式会社と改称した。なお、米国シンガー社自体も第二次世界大戦中はノルデン爆撃照準器やU.S.M1カービン、M1911自動拳銃などを生産する軍需企業であった。
1965年（昭和40年）、戦前より銃器製造のノウハウを有していたパインミシン製造は、川口屋林銃砲火薬店（KFC）の依頼によりファブリックナショナルと技術移転契約を締結し、同社のブローニング・オート5をKFC パインオートとして国産化、ミロク製作所がKFCの販売網から離脱する1972年（昭和47年）までKFC オートの名称で販売された。同年、シンガー日鋼はパインオートに代わる半自動散弾銃としてベレッタと技術移転契約を締結し、同社のベレッタ A300ガスオートをKFC M100ガスオートとして国産化、KFCの販売網の元でKFC ガスオートとしてOEM供給を行った。KFC パインオートは米国では釣具用品のダイワ精工（現・グローブライド）の米国代理店によってダイワ オート M500の名称で、KFC M100ガスオートは日本国内にシンガー日鋼 M201、海外にSinger Nikko A302の名称で販売されたりもしており、メーカーの略称としてはSNCが用いられていた。シンガー製半自動式散弾銃は、国産散弾銃では最も早期に交換式チョーク（銃口の絞り）を採用した銃身を用いていた事で知られている。この交換チョークは「外装式」と呼ばれるタイプのもので、全絞り（フルチョーク）・半絞り（ハーフチョーク）・スキートの3種類が用意されたが、これは1953年（昭和28年）にイタリアのブレダが発売した反動利用式オートのブレダ アルテアで採用されたクイックチョークシステムと非常に類似していた。
1980年（昭和55年）、銃刀法の強化に伴い散弾銃の国内出荷数が最盛期（1968年）の7%程度まで縮小し、オリン晃電社やSKB工業などが倒産していく中、更なる衰退が予測される国内銃器市場に一定の見切りを付け始めていたKFCは、北米市場への進出に活路を求めてゆく。KFCの要請を受けたシンガー日鋼は、KFC Eシリーズ元折上下二連散弾銃や、独自設計のKFC M250ガスオートをOEM製造し、KFCを通じて国内向け出荷の他、北米市場への輸出も行ったが、KFCは1986年（昭和61年）には北米市場からの撤退を余儀なくされ、昭和末期にシンガー日鋼はKFC共々国内の散弾銃事業からも撤退した。
銃器事業からの全面撤退後のシンガー日鋼は、米国シンガー社向けの家庭・工業用ミシンのOEM製造に注力していたが、1990年代末の世界的な需要低迷や中国製ミシンの台頭により、1998年（平成10年）時点で最盛期の半分にまで業績が落ち込んでいった。米シンガー自体も1960年代以来の多角化経営の失敗が続き、1990年代にはセミテック・マイクロシステムズを率いる香港系カナダ人ビジネスマン、ジェームス・ティンにより買収されるなど、経営環境が次第に悪化している状態であった。そんな折、1997年（平成9年）に米国シンガー社の主要取引先であるドイツのプファフが倒産し、米シンガーも1999年（平成11年）に連鎖倒産する形で連邦倒産法第11章（チャプター11）を申請した。独プファフ、米シンガー共にジェームス・ティンの傘下にあり、両者の倒産の遠因はティンによる不明瞭な会計と無謀な投資の失敗により多額の不良債権を負わされた事であるとされており、フォーブス誌は一連の破綻劇を「ティン帝国の破滅」と評した。

## 会社清算

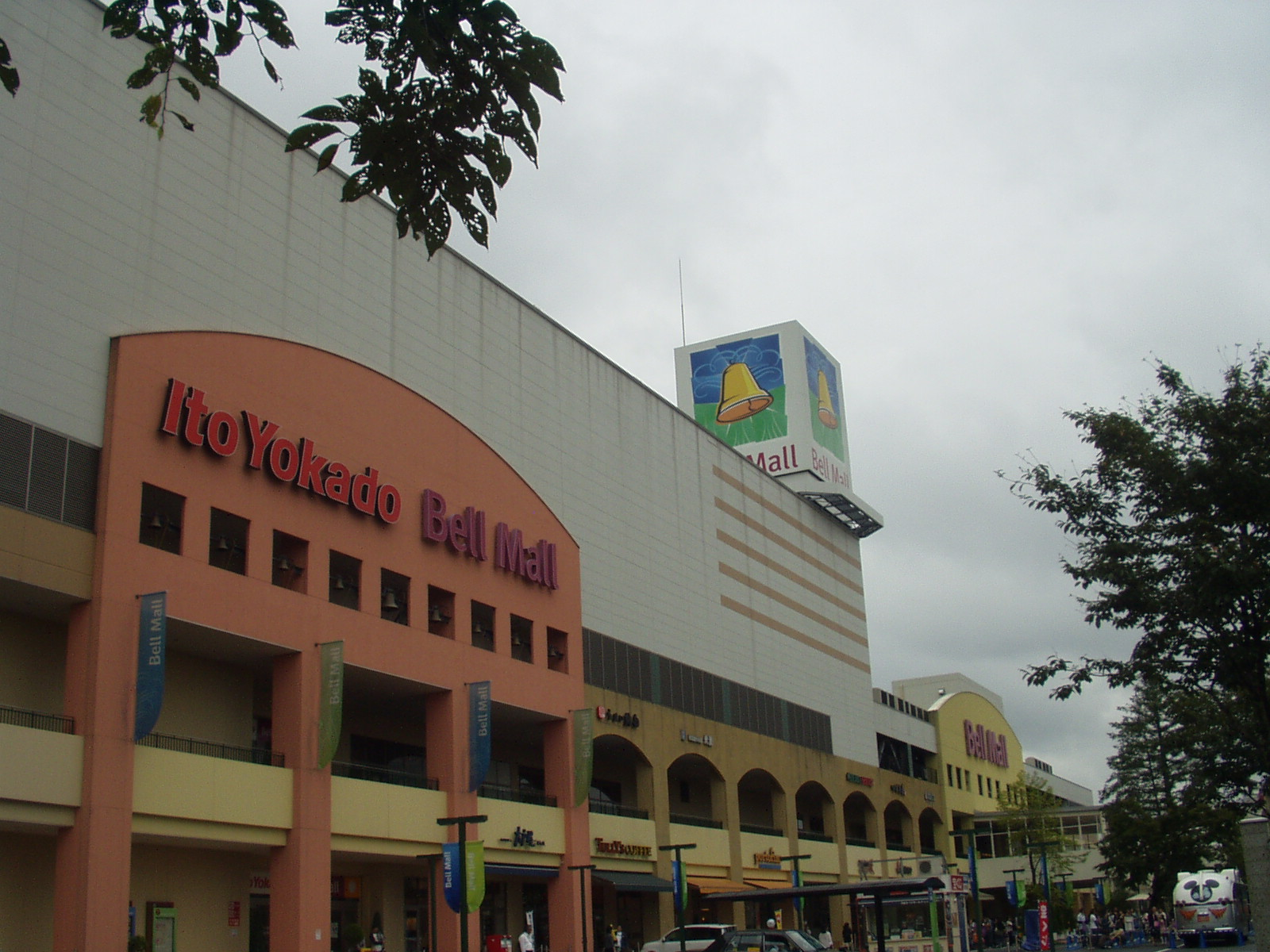
ベルモール ウェストサイド

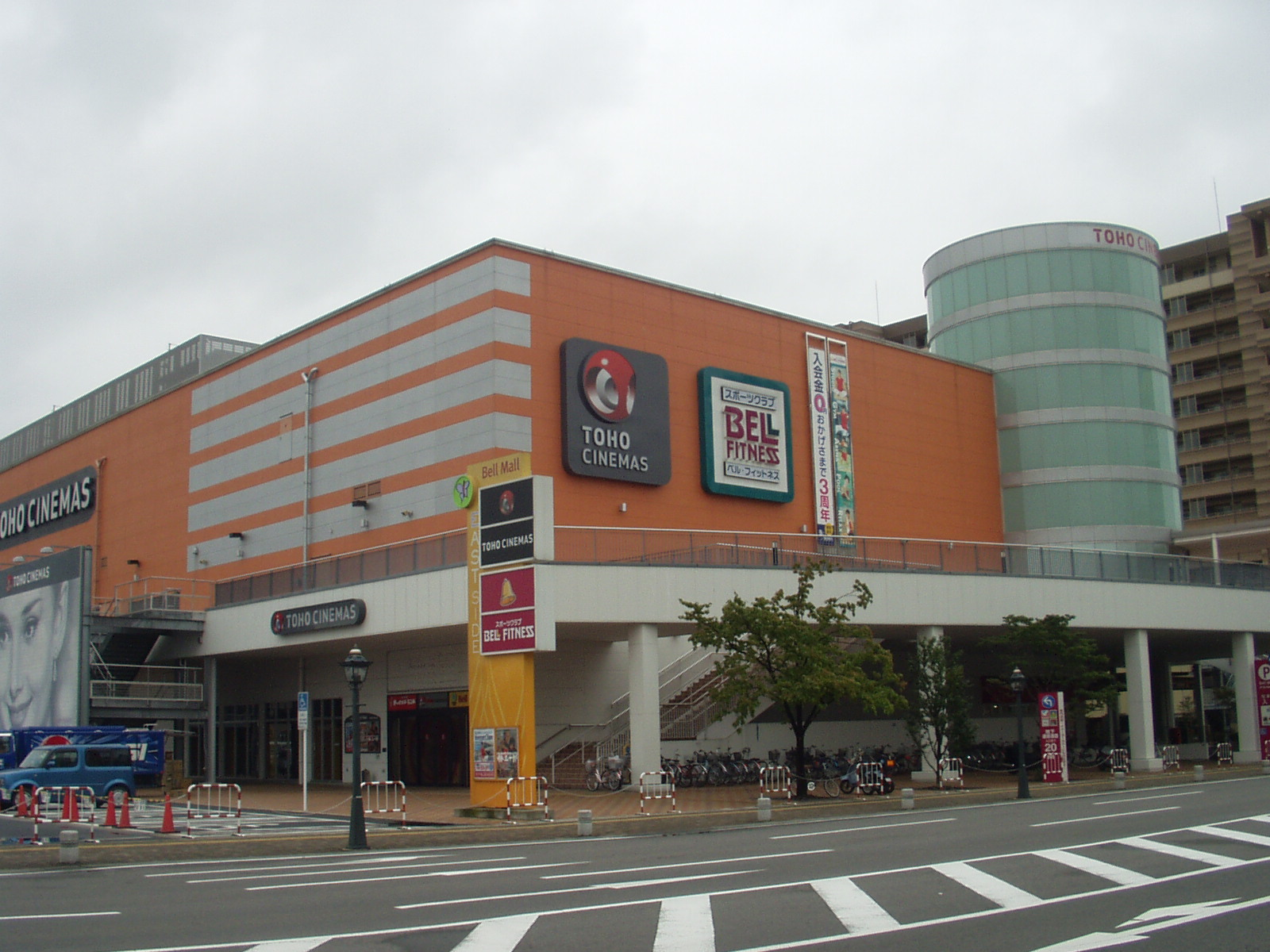
ベルモール イーストサイド

1999年、米シンガー社が工業用ミシン事業からの撤退を決めた事で、同年11月にシンガー日鋼は事業継続が困難であると判断して宇都宮工場の閉鎖を発表、2000年1月に宇都宮工場を閉鎖して従業員330名を解雇するなどの規模縮小を行い、事業継承を前提とした国内販売会社の設立を模索した。しかし、米シンガーは日本国内での生産継続を断念し、シンガーミシンのOEM生産元であったハッピー工業（現：ハッピージャパン）他へ商標権を提供するライセンス契約を結ぶことになり、大口取引先のシアーズも蛇の目ミシン工業からの供給に切り換えることとなった為、これらを受け8月末をもってシンガー日鋼は解散手続きに入り、12月末に清算を完了した。
ライセンス契約後、ハッピー工業は自社の販売子会社であったトウキョーハッピーの社名をシンガーハッピージャパンに変更。2021年現在はハッピー工業とシンガーハッピージャパン他の合併により設立されたハッピージャパンがシンガーミシンの国内発売元となっている。

## 工場跡地
解散後シンガー日鋼があった場所は住宅地およびショッピングセンター（ベルモール）となり、一部は元従業員用の住宅となった。住宅地にある3つの公園のうち最も大きい公園には「パイン公園」の名前がつけられ、歴史を垣間見ることができる。製造設備は三和精密機械などに売却され工業用ミシンの生産に使われている。宇都宮大工学部前の約500本の桜並木は、1952年（昭和27年）にパインミシン製造従業員により植樹されたもので、60年以上を経て陽東地区の観光スポットの一つともなっている。2018年（平成30年）には、宇都宮市によって桜並木に「陽東さくら通り」の道路愛称がつけられた。